# Elvis Chipezeze
Elvis Chipezeze (11 marzo 1990) è un calciatore zimbabwese, portiere del Magesi e della nazionale zimbabwese.

## Palmarès

### Club

#### Competizioni nazionali
- Coppa di Lega sudafricana: 2

Baroka: 2018
Magesi: 2024

### Individuale
- Miglior giocatore della Coppa di Lega sudafricana: 1

2024